# 2016년 호보컨 열차 충돌 사고
2016년 9월 29일 오전 8시 45분경 미국 뉴저지주 호보컨역 플랫폼에 진입한 통근열차(NJ TRANSIT PVL라인 열차 번호#1614)가 정차를 하지 못하고 호보컨 터미널에 충돌하는 사고가 발생하였다. 사고는 많은 사람들이 출근하는 뉴욕 대도시권의 러시아워 시간에 발생하였다. 초기 보고로는 1명이 사망하고 114명이 부상당했다. 유일한 사망자 여성은 플랫폼에서 열차를 기다리다가 파편에 맞아 숨진 것으로 알려졌다.
미국 연방 교통 안전 위원회에서 사건 조사팀을 구성하고 사건 조사를 시작하였다. 당시 열차를 운전한 기관사는 언론인터뷰에서 사고 당시를 기억하지 못한다고 진술 하였다.
사고 다음날 사건 조사팀에서 사고열차 후미에 위치한 기관차 (GP40PH-2B #4214)에 당일 기록된 신호기록장치(블랙박스) 조사 하였으나, 기록된 자료가 손상되었다고 보고하였다.
전방의 운행열차 신호기록장치와 전방카메라는 10월 4일 미국 연방 교통 안전 위원회에서 메모리 하드 드라이브를 수거를 하였고 기록을 조사 하였고 10월6일 초기 조사 내용을 발표하였다.
- 사고차량은 약 8MPH의 속도로 역에 진입을 하였다.
- 사고발생 38초 전 차량 운전 제어 래버가 중립 상태(#0)에서 #4위치로 이동하였다 (NJ 트랜짓 차량 운전 래버는 #0~8까지 8등급으로 나뉘어 있음).
- 래버가 #4로 이동되면서 차량 속도가 38초 동안에 8MPH에서 21MPH까지 가속하였고, 그동안 제동 장치의 유압에는 변동이 없었다.
- 사고 발생 1초 전, 운전 래버가 다시 중립으로 이동 되었고 기관사가 비상 재동 체결 시도 하였다.
- 비상제동이 체결되기 전에 차량이 역 끝에 도달 하였고 철도 끝에 위치한 차량 스톱 기둥과 부딪히면서 사고가 발생하였다.

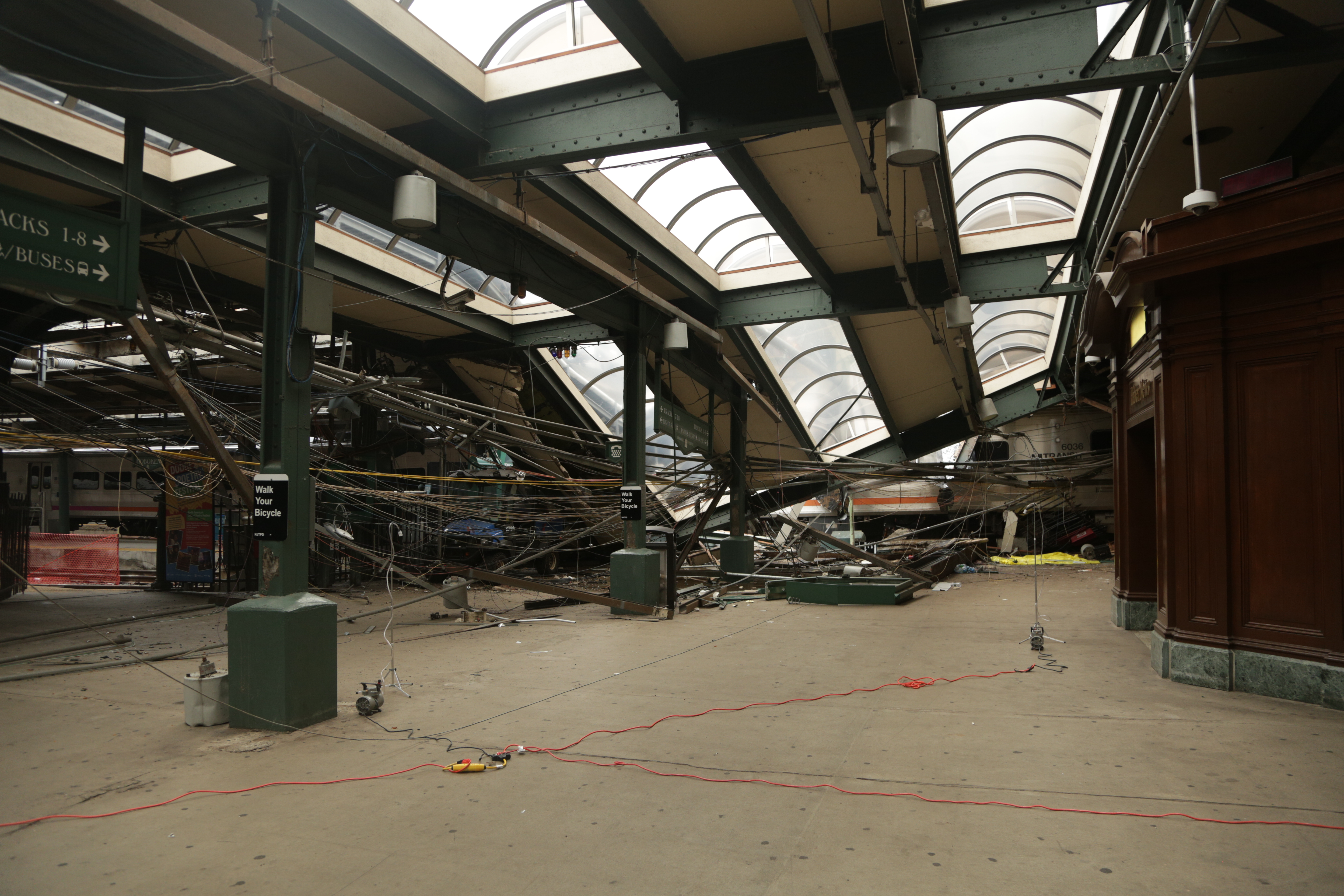

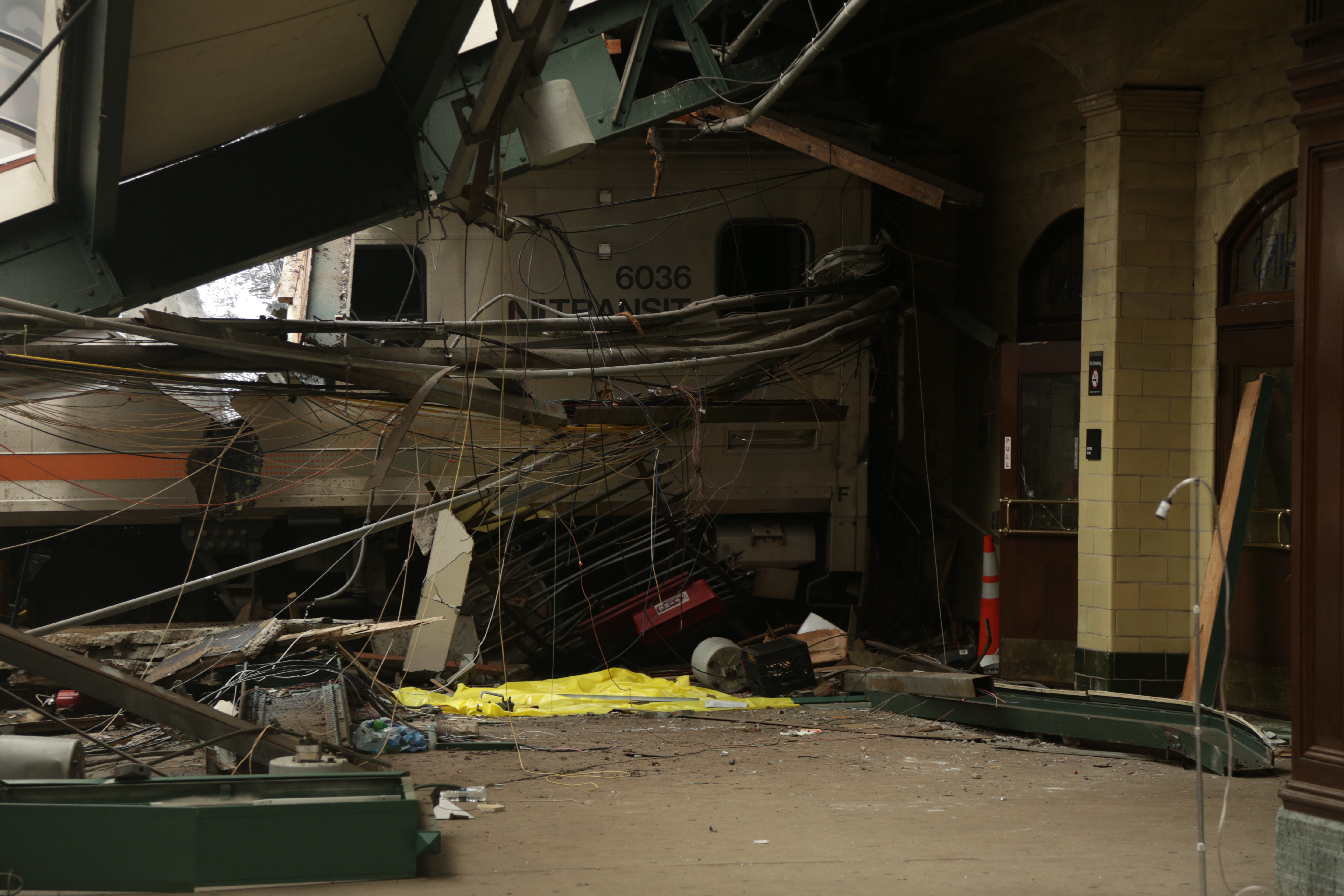